# Rada Evropské unie
Rada Evropské unie (též Rada ministrů, v právních dokumentech EU jen Rada) je nepermanentním, kolektivním vrcholným orgánem Evropské unie, který reprezentuje zájmy členských států. Její hlavní činností je přijímání legislativy společně s Evropským parlamentem, jako reprezentantem občanů Unie.
Rada Evropské unie představuje orgán, v němž jsou zastoupeny členské státy, a to vždy jedním zástupcem na ministerské úrovni zplnomocněným zavazovat svou vládu. Příslušným ministrem je ministr, do jehož resortu spadá projednávaná agenda. Může tedy zasedat i několik složení Rad současně. Dříve (do listopadu 1993) proto byla Rada výstižně zvána „Radou ministrů“. V předsednictví Rady se členské země střídají po šesti měsících.
Agenda Rady je připravována Výborem stálých zástupců (COREPER), který tvoří stálí zástupci členských zemí EU v Bruselu (většinou se jedná o velvyslance nebo zástupce velvyslanců dané země při Evropské unii), kteří se scházejí obvykle jednou až dvakrát týdně. Tento výbor řídí práci asi 250 výborů a pracovních skupin, kde se na pracovní úrovni a za účasti zástupců gesčních ministerstev připravují podklady pro následné projednávání COREPERem a Radou.

## Váha členských států při hlasování dle Smlouvy z Nice

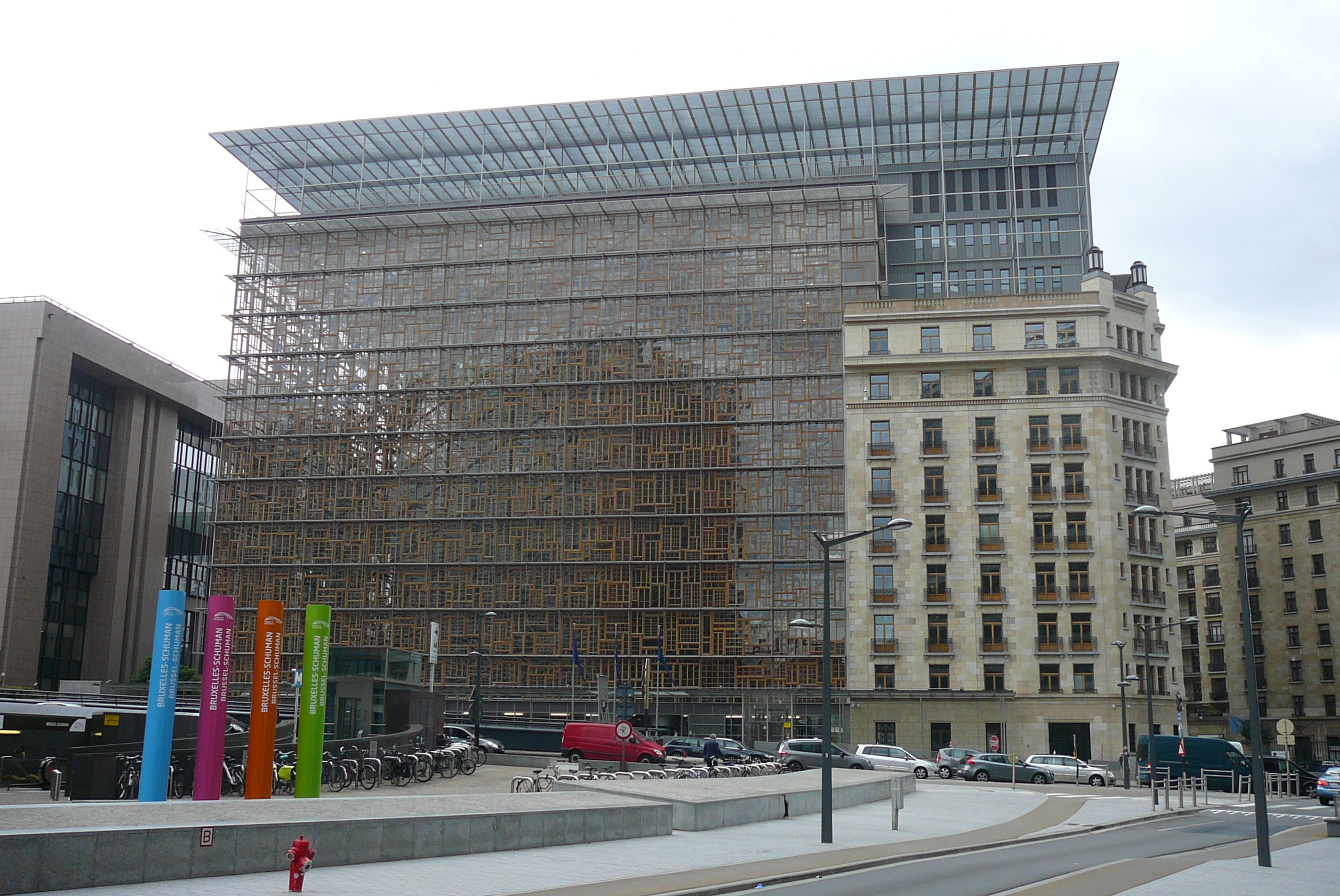
Europa building v Bruselu je od května 2017 oficiálním sídlem Rady EU

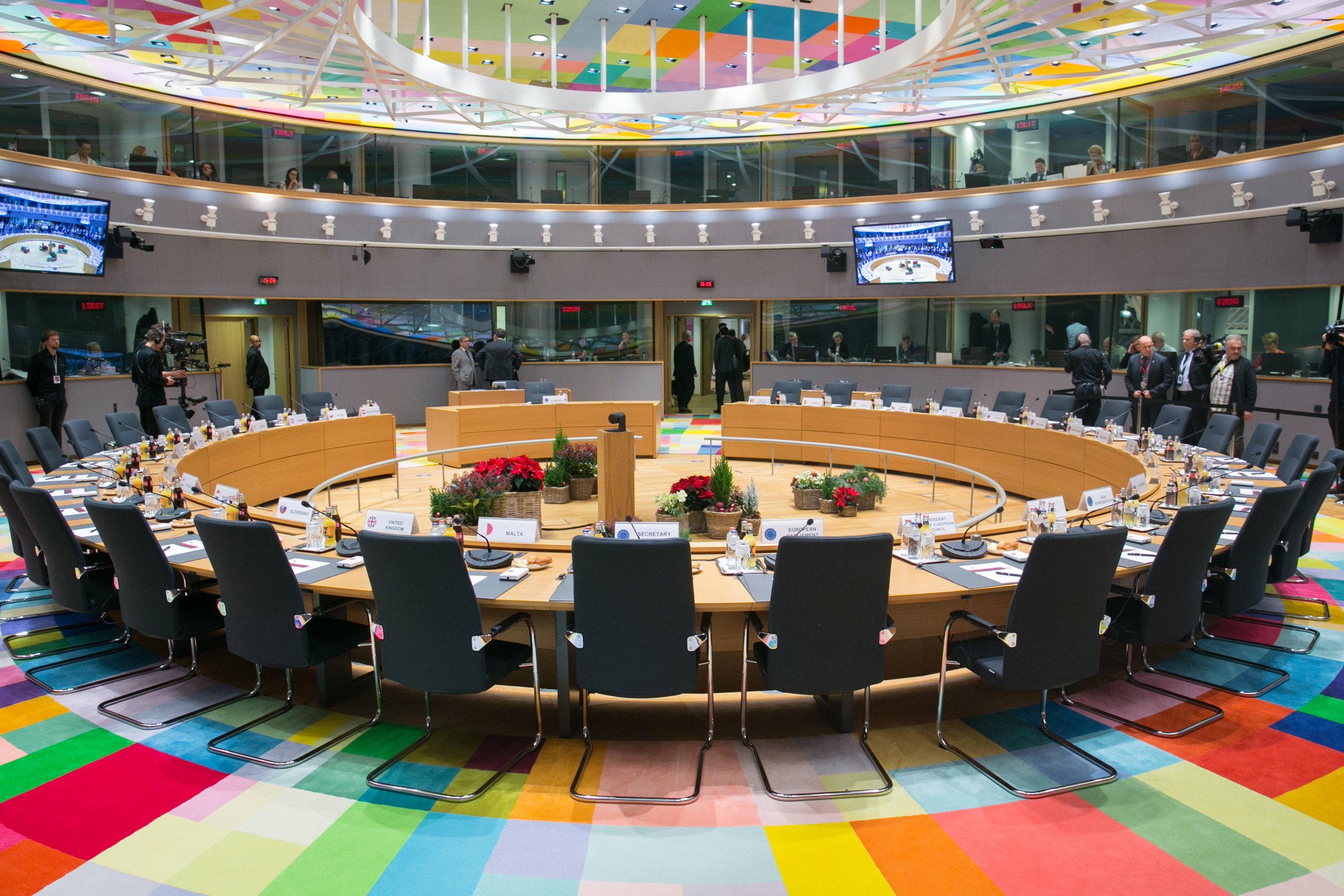
Zasedání Rady Evropské unie v prosinci 2017

Jak vyplývá z čl. 205 Smlouvy o založení Evropského společenství, pokud má být hlasováno kvalifikovanou většinou (což je pravidlem – prostou nadpoloviční většinou se hlasuje v podstatě pouze o procedurálních otázkách), je pro přijetí návrhu nutné naplnění těchto tří podmínek (tzv. systém trojí většiny):
1) Minimálně 260 hlasů z 352 (tj. 73,9 %), přičemž hlasy jsou státům přiděleny takto:
- Německo, Francie, Itálie… 29
- Španělsko, Polsko… 27
- Rumunsko… 14
- Nizozemsko… 13
- Belgie, Česko, Řecko, Maďarsko, Portugalsko… 12
- Rakousko, Švédsko, Bulharsko… 10
- Dánsko, Chorvatsko, Irsko, Litva, Slovensko, Finsko… 7
- Kypr, Estonsko, Lotyšsko, Lucembursko, Slovinsko… 4
- Malta… 3

2) Pro návrh se vysloví nadpoloviční většina členských států (tj. 15), u návrhů nepředložených Evropskou komisí (méně časté) jsou nutné dvě třetiny členských států (tj. 19).
3) Součet počtu obyvatel zemí, které s návrhem souhlasí, musí představovat minimálně 62 % celkové populace EU. Dosažení se ověřuje pouze na žádost členského státu.
Tato současná úprava byla zavedena Smlouvou z Nice v roce 2003 a s výše uvedeným rozdělením hlasů je aplikována od posledního rozšíření o Chorvatsko 1. července 2013.

## Váha členských států při hlasování dle Lisabonské smlouvy
Tato změna váhy hlasů je účinná od roku 2014, přičemž až do roku 2017 mohl členský stát požadovat hlasování podle kritérií Smlouvy z Nice. Pro posouzení dosažení kvalifikované většiny jsou stanovena dle čl. 16 Smlouvy o EU následující kritéria (tzv. systém dvojí většiny):
- většinu musí tvořit alespoň 55 % členských států, tedy 15,
- většina musí reprezentovat minimálně 65 % obyvatelstva Unie,
- blokační menšinu musí tvořit nejméně čtyři členské státy (jinak se kvalifikovaná většina považuje za dosaženou).

### Hlasování o povinných uprchlických kvótách
Dne 22. září 2015 schválili ministři vnitra členských států EU na jednání Rady Evropské unie povinné kvóty pro přerozdělování migrantů v rámci Evropské unie. Proti návrhu hlasovali ministři vnitra České republiky, Slovenska, Maďarska a Rumunska, Finsko se zdrželo hlasování a ministři ostatních zemí s návrhem souhlasili. Přestože Česká republika hlasovala proti rozhodnutí, byla přehlasována kvalifikovanou většinou, protože nebylo třeba souhlasu všech členských států, nýbrž stačil pouze souhlas 55 % členských států reprezentujících 65 % obyvatel EU. Slovenský premiér Robert Fico v reakci na schválení kvót uvedl, že kvóty nebudou na území Slovenska uplatněny a podal žalobu na Radu Evropské unie. 2. dubna 2020 dospěl Soudní dvůr EU k závěru, že Česko, Polsko a Maďarsko odmítáním povinných kvót nesplnily své povinnosti plynoucí z evropského práva.

## Předsednictví zemí
Předsednictví Rady Evropské unie odpovídá za fungování Rady Evropské unie a je také zákonodárcem EU. Toto předsednictví rotuje mezi členskými státy EU každých šest měsíců. 
Úkolem předsednictví je předsedat zasedáním Rady, určovat její program a usnadňovat dialog na zasedáních Rady i s dalšími orgány EU.
Lisabonská smlouva snížila význam předsednictví oficiálním oddělením Evropské rady od Rady Evropské unie.